# Sarmale
Sarmale är en rumänsk maträtt som påminner om kåldolmar och vinbladsdolmar men även kan vara fyllda med till exempel kyckling, fläsk eller lamm. Ris finns ofta i också, samt koriander.